# Emmen (Drenthe)
Emmen (uitspraakⓘ; Drents: Em'm) is een stad in de Nederlandse provincie Drenthe. Het is de grootste plaats in de gelijknamige gemeente Emmen (109.346 inwoners op 22 november 2024). De plaats zelf had op 1 januari 2023 een inwonertal van 58.130.
Emmen vervult een centrumfunctie in de regio Zuidenveld en daarbuiten. Kenmerkend is de bijzondere stedenbouwkundige opbouw, die ook wel de 'open, groene stad' wordt genoemd. Nieuwbouwwijken zijn op relatief grote afstand van de bestaande kern gebouwd om landschappelijk waardevolle gebieden te behouden. De bijnaam van Emmen is Vlinderstad, een indirecte verwijzing naar het voormalige Noorder Dierenpark Emmen, dat in maart 2016 werd opgevolgd door Wildlands Adventure Zoo Emmen.

## Geschiedenis

### Ontstaan
Emmen ontstond op het zuidoosten van de Hondsrug en is oorspronkelijk een esdorp. De (deels) nog aanwezige essen en brinken getuigen daar nog van. In een oorkonde van bisschop Andries van Cuijk uit 1139 is sprake van een hof te Emne. Het is de oudste vermelding van Emmen, waarvoor zowel de namen Emne als Empne werden gebruikt. De betekenis van Emmen is wellicht de vlakte, het lage land, geheel zeker is dit echter niet. De oorkonde spreekt van een boerderij of een hof, waarvoor verschillende namen werden gebruikt: Hoofdhof, Saalhof, Edele Hof en de Heerenhof. Zekerheid ontbreekt echter of steeds dezelfde boerderij wordt bedoeld.

### Prehistorie, Romeinse Tijd en Middeleeuwen
Het gebied waar Emmen ontstond, werd echter al ver vóór 1139 door mensen bewoond. De aanwezigheid van hunebedden toont aan dat dit ongeveer 5000 jaar geleden al het geval was. Ook de vondsten van onder meer grafheuvels, raatakkers, een veenweg, het Tempeltje van Barger-Oosterveld en het Paar van Weerdinge tonen menselijke bewoning in de prehistorie aan. De allereerste mens(achtig)en die in dit gebied woonden zijn echter de Neanderthalers. Archeologische vondsten, zoals vuurstenen werktuigen, hebben hun aanwezigheid aangetoond.
In de Romeinse tijd bestond Emmen als woonkern nog niet. Wel zijn er op met name de essen diverse archeologische vondsten uit die tijd gedaan die de aanwezigheid van kleine boerennederzettingen aantonen. Er werden onder meer hutkommen en huisplattegronden uit de 2e tot en met de 6e eeuw aangetroffen. Het gebied was destijds onderdeel van het vrije Germanië.
De eerste (houten) kerk in Emmen dateert uit de 8e eeuw; de eerste stenen kerk werd in de 13e eeuw gebouwd. In 1229 werd Emmen, onder leiding van bisschop Wilbrand van Oldenburg, geheel platgebrand. Dit was onderdeel van een vergeldingsactie naar aanleiding van de Slag bij Ane. Emmen is op dat moment echter nog een kleine nederzetting en zal dat ook na de wederopbouw lange tijd blijven.

### Ontginning Emmer Venen
Hoewel Emmen zelf op zandrug de Hondsrug ligt, en dus geen veenkolonie maar (van oorsprong) een esdorp is, heeft de ontginning van omringende veengebieden (ook wel de Emmer Venen genoemd) grote invloed gehad op de ontwikkeling van de plaats.
Begin 19e eeuw begonnen de eerste pioniers zich te vestigen in de veengebieden rondom Emmen. Zij overleefden in het begin met name door het verbouwen van boekweit. Tussen 1870 en 1890 groeide de opbrengst van 20.000 mud naar 22.000 mud. In 1838 had Emmen 1353 hectare veenboekweit en dat groeide uit tot 2200 hectare in 1851. Rond 1889 was dit alweer geslonken tot 1400 hectare en na 1927 werd er in Emmen helemaal geen boekweit meer verbouwd.
Uit deze tijd stamt ook de Emmerschans, hoewel sommige bronnen beweren dat deze redoute een voorganger kent die stamt uit 1594. Vanaf 1850 werd begonnen met de vervening, maar deze kwam pas rond 1900 echt op gang. De vervening had als gevolg dat er ten zuiden en oosten van Emmen nieuwe nederzettingen ontstonden, waaronder Emmer-Compascuum, Erica, Klazienaveen en Nieuw-Amsterdam. De veenarbeiders leefden veelal onder erbarmelijke omstandigheden in plaggenhutten.
In 1881 krijgt Emmen zijn eerste officiële gemeentehuis. In 1974 werd besloten het pand, op het voorhuis na, te slopen. In 1975 brandde het resterende deel echter af, waarna volledige sloop onvermijdelijk was. Het enige wat nog rest van het oude gemeentehuis van Emmen is een stuk sierplafond, dat tegenwoordig in het trappenhuis van het nieuwe gemeentehuis hangt.
In de jaren 20 en 30 liep de turfwinning drastisch terug, door de opkomst van steenkool als brandstof. Een kleine opleving volgde door het gebrek aan steenkool in de Eerste Wereldoorlog, maar veel hielp het niet. Werkloosheid en verdere armoede waren het gevolg en dat zou tot de jaren 50 zo blijven. In Emmen zelf viel de armoede relatief gezien mee. Zo kreeg het in deze jaren diverse nieuwe voorzieningen. In 1935 opende het Noorder Dierenpark voor het eerst zijn deuren, op een deel van de plek waar eerder een landgoed lag: het Willingelandgoed, ook bekend als de Willingekamp. In hetzelfde jaar werd ook de oudheidskamer geopend. In 1938 kreeg Emmen voor het eerst een ziekenhuis: het Diaconessenhuis Emmen.

### Tweede Wereldoorlog
Op 10 mei 1940 viel het nazi-regime Nederland binnen, en veel troepen trokken via de grens bij Emmen het land binnen. Het verzet in Emmen hield zich bezig met onder meer de hulp aan ontsnapte krijgsgevangen, geallieerde piloten en onderduikers. Het georganiseerd verzet kwam in Emmen, evenals in de rest van het land, na de grote stakingen in de zomer van 1943 tot stand. Het lokale district van de Landelijke Organisatie voor Hulp aan Onderduikers begon echter pas in 1943 met het helpen van onderduikers. Vlak voor de Tweede Wereldoorlog woonden er ruim 180 Joden in Emmen. De meesten van hen werden in de oorlog gedeporteerd naar en vermoord in de vernietigingskampen. In 1951 waren er nog een dertigtal Joden overgebleven. De synagoge van Emmen kwam zonder schade door de bezettingsjaren heen en bestaat nog steeds.
De opperbevelhebber van de Duitse Wehrmacht in Nederland, Friedrich Christiansen, kwam op 2 januari 1945 naar Emmen en vestigde zijn hoofdkwartier in villa Lindenhof. Vanuit deze villa probeerde de generaal de oorlog te rekken. Het verzet in Emmen gaf aan de geallieerden door dat Christiansen in de Lindenhof verbleef. Op 22 februari 1945 voerden vliegtuigen daarom een bombardement uit op de villa. Enkele woningen werden verwoest en daarbij vielen zes doden. De bommen misten echter hun doel: De Lindenhof bestaat nog steeds en is tegenwoordig een rijksmonument. Op 10 april 1945 kwam het tot de Bevrijding van Emmen die plaats vond onder leiding van Generaal Maczek, naar wie in Emmen een plantsoen is vernoemd.

### Van esdorp naar Open Groene Stad

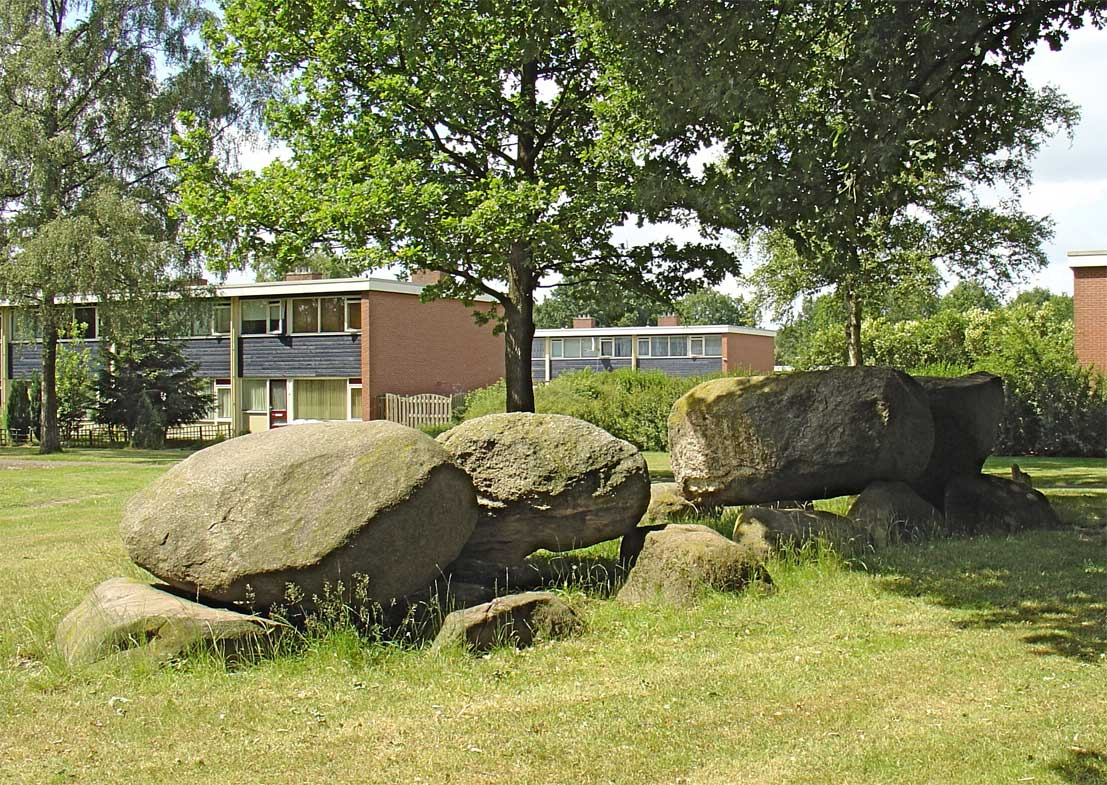
Hunebed D46 in woonwijk Angelslo

Na de Tweede Wereldoorlog werd het economische zwakke zuidoosten van Drenthe aangemerkt als ontwikkelingsgebied. Al eerder hadden bedrijven de regio en Emmen ontdekt als nog beschikbaar reservoir voor (eenvoudige) industrie-arbeid. Zo vestigde het Almelose confectiebedrijf Bendien in 1937 een filiaal te Emmen, dat vlak voor de Tweede Wereldoorlog al 160 personeelsleden telde. Na 1945 groeide Emmen uit tot de grootste regionale industriekern, mede dankzij de vestiging van filiaalbedrijven van meerdere textiel- en metaalfabrieken zoals Danlon en de ENKA/AKU. De industrialisatie maakte nieuwbouwwijken noodzakelijk. Deze werden op relatief grote afstand van de bestaande kern gebouwd, om landschappelijk waardevolle gebieden te behouden.
Met deze bijzondere stedenbouwkundige opzet verwierf Emmen internationale faam. De verantwoordelijk stedenbouwkundige was Niek de Boer. Hij realiseerde zich dat het voor de voormalige veenarbeiders uit de venen rondom Emmen moeilijk zou zijn zich aan te passen aan het leven in een stad. Daarop bedacht hij het concept van de Open Groene Stad Emmen, een plaats met een dorps woonmilieu en stedelijke voorzieningen. Ook de eerste woonerven van Nederland werden in het kader van de open groene stad ontwikkeld, in Emmerhout.
"Die open groene stad is een stad waarvan landschappelijke elementen een integrerend deel zijn, omdat ze er aan grenzen, er in doordringen, er in opgenomen zijn; een stad, waar openbare gebouwen, zoals middelbare scholen, ziekenhuizen of andere instellingen centraal kunnen liggen, doch gelijktijdig in een parkachtige omgeving, die men anders op z'n gunstigst slechts aan de periferie zou vinden; een stad ook, waar het contact met de natuur een dagelijkse belevenis kan zijn, zoals dat in grote delen van Emmen het geval is, wat ons in Emmen zo bevalt, wat andere in Emmen zo opvalt, wat de charme is, nogmaals van deze industriële kern. Laat Emmen een stad worden, maar een dorp blijven. Laat Emmen worden wat het worden wil en kan: een open groene stad."— Karel Hendrik Gaarlandt, de toenmalige burgemeester van Emmen.
De plaats verwierf tevens nationale en internationale bekendheid dankzij het (Noorder) Dierenpark Emmen. Met name in de jaren 90 wist men zich dankzij innovaties te onderscheiden van andere dierenparken. Later ging het bergafwaarts met het park, waarna enkel de gemeente een faillissement nog kon afwenden. Mede daarom werd besloten het park te sluiten en aan de andere zijde van het centrum een volledig nieuw park te realiseren. Als gevolg hiervan werd in 2012 gestart met het grootste project ooit in Emmen: Centrumvernieuwing Emmen. In totaal werd er meer dan 500 miljoen euro geïnvesteerd in het centrum. De meest prominente onderdelen van het plan waren, behalve de voorgenoemde 'verhuizing van het dierenpark', de bouw van het nieuwe Atlas Theater, de aanleg van de Hondsrugtunnel met daarboven op een nieuw Raadhuisplein en het omvormen van het oude dierenparkterrein tot het Rensenpark.

## Geografie

### Stadsbeeld

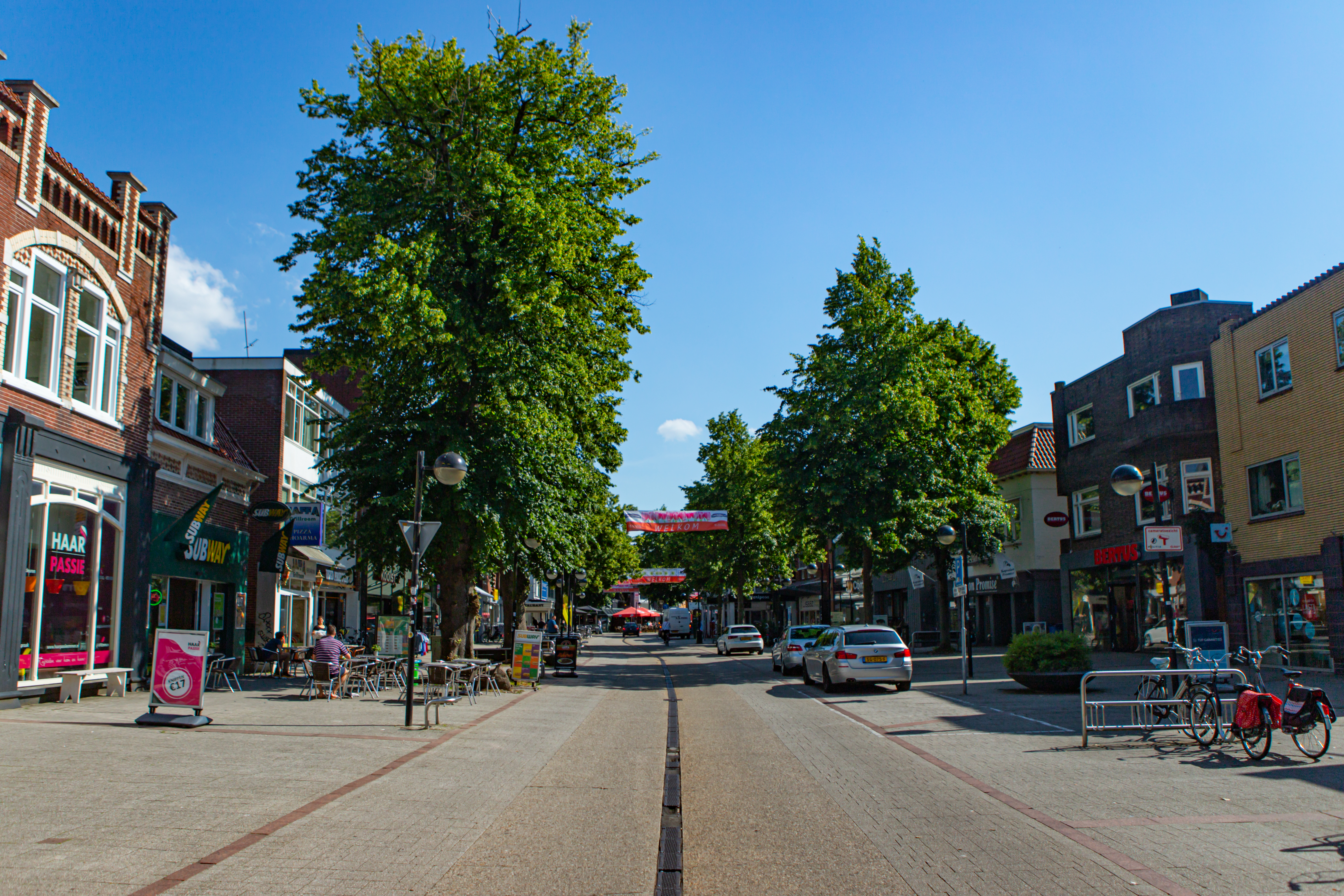
Hoofdstraat

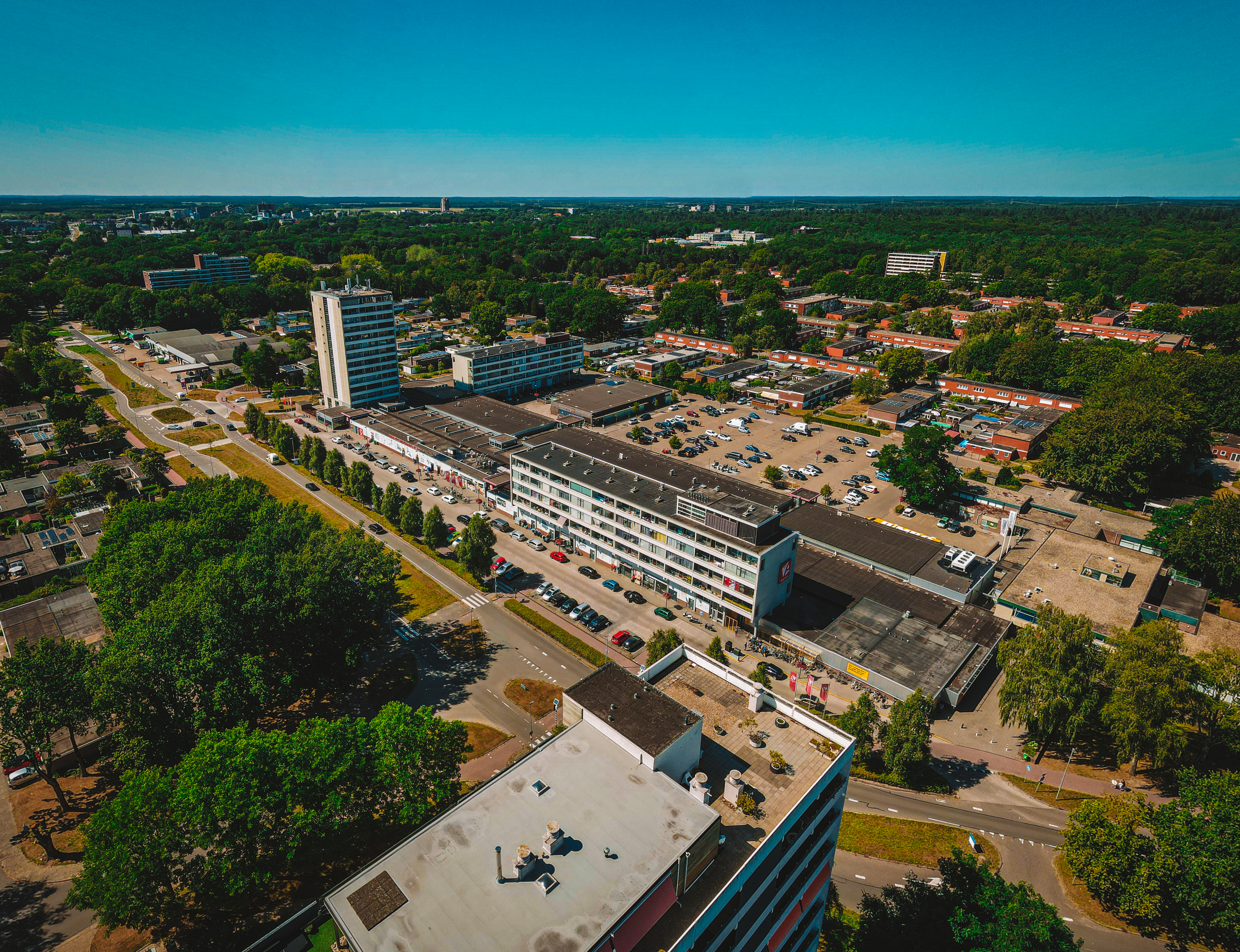
Woonwijk Angelslo

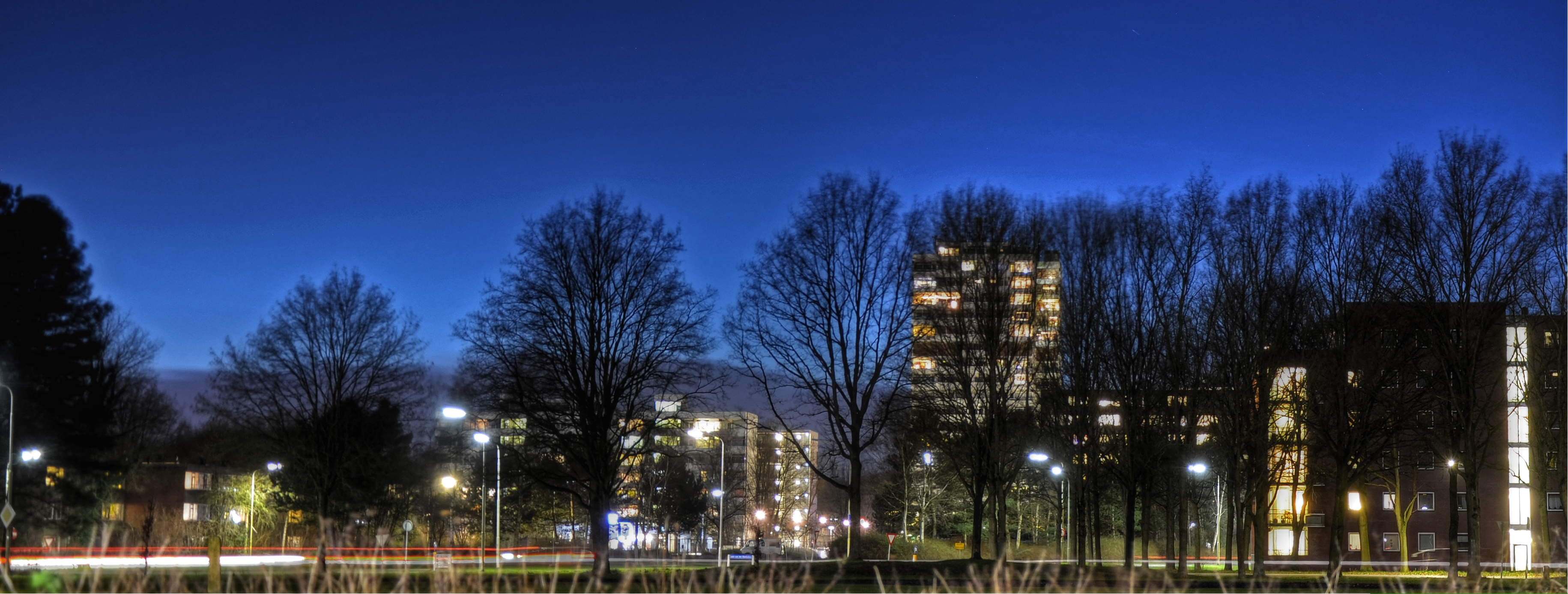
Woonwijk Emmerhout

Emmen ligt op een zuidelijke uitloper van de Hondsrug, een zandrug met een lengte van 70 kilometer en een hoogte van ongeveer 20 meter boven NAP. De Hondsrug, inclusief de plaats Emmen, vormt het enige UNESCO-Geopark van Nederland. Het zuidelijkste punt, het Haantjeduin, is met 26,5 meter boven NAP de hoogste natuurlijke heuvel van Drenthe. De heuvel ligt in de tot in de stad doordringende Emmerdennen, een van de bossen van Boswachterij Emmen. Ook een van de hoogste niet-natuurlijke heuvels van Drenthe ligt in Emmen: de Schansbelt, een voormalige vuilnisbelt omgevormd tot natuurgebied en 45 meter hoog.
Vroeger lagen bij Emmen twee meren; het Bargermeer en het Emmermeer. Het eerste werd later een bedrijventerrein, het tweede een woonwijk. Deze meren zijn opgevolgd door twee kunstmatig aangelegde meren in Emmen-Zuid: de Grote Rietplas en de Kleine Rietplas. Vlakbij ligt het Oranjedal en direct ten zuid(oost)en van de stad ligt het Internationaler Naturpark Bourtanger Moor-Bargerveen, met daarin onder andere het natuurreservaat Bargerveen.
Ten westen van het centrum ligt een deels nog intact essencomplex, terwijl in het centrum de voormalige brink ten dele bewaard is gebleven. De brink, later werd dat het Marktplein, is samen met het omringende gebied het oudste deel van Emmen. Door de lobbenvormige uitbreidingen is het centrum relatief decentraal in de stad gelegen. In het noordelijk deel van het centrum bevindt zich de meeste historisch waardevolle bebouwing. Het centrum wordt echter vooral gekenmerkt door moderne architectuur, waaronder veel hoogbouw. Het hoogste gebouw is de 65 meter hoge Hondsrugtoren, tevens het hoogste gebouw van de provincie Drenthe. Door de uitbreidingen werden ook (es)dorpen als Noordbarge, Weerdinge, Westenesch (beschermd dorpsgezicht) en Zuidbarge wijken van Emmen. Van de zuidkant van het centrum tot aan de A37 strekt zich het grote bedrijventerrein Bargermeer uit.

### Woonwijken
Emmen bestaat, naast het centrum, uit zeven grote woonwijken met alle hun eigen winkelcentra. Daarnaast zijn er meerdere kleinere wijken, buurten en buurtschappen in de stad gelegen. De oostelijke wijken Angelslo en Emmerhout trokken tijdens de bouw veel (inter)nationale aandacht, dankzij de open, groene opzet en de introductie van woonerven. Deze opzet werd ook toegepast bij latere uitbreidingen in het kader van het Vinex-beleid. Later werd ook het voormalige dorp Barger-Oosterveld een wijk van Emmen. De meest recent ontwikkelde wijk van Emmen, Delftlanden, moet de achtste grote woonwijk van Emmen worden. Daarnaast zijn en worden ook de bestaande wijken verbeterd in het kader van Emmen Revisited.
| Indeling | Overzichtskaart |
| --- | --------------- |
| Wijken, buurten en buurtschappen: 1. Centrum 2. Emmermeer 3. Angelslo 4. Emmerhout 5. Barger-Oosterveld 6. Bargeres 7. Rietlanden 8. Parc Sandur 9. Delftlanden 10. Westenesch 11. Noordbarge 12. Zuidbarge 13. Over 't spoor 14. 't Appeltje en Boschoord 15. Emmerschans 16. Weerdinge 17. Bedrijventerrein Bargermeer |                 |

Voor meer informatie zie ook wijken en buurten in Emmen.

### Gemeente
Emmen is de hoofdplaats van de gelijknamige gemeente Emmen, die op 22 november 2024 109.346 inwoners telde. Naast Emmen zelf bestaat de gemeente onder andere uit de dorpen Barger-Compascuum, Emmer-Compascuum, Erica, Klazienaveen, Nieuw-Amsterdam, Nieuw-Dordrecht, Nieuw-Schoonebeek, Nieuw-Weerdinge, Roswinkel, Veenoord, Schoonebeek, Weiteveen en Zwartemeer.

## Klimaat
| Maand                  | jan | feb | mrt | apr | mei | jun | jul | aug | sep | okt | nov | dec | Jaar  |
| ---------------------- | --- | --- | --- | --- | --- | --- | --- | --- | --- | --- | --- | --- | ----- |
| Gemiddeld maximum (°C) | 2   | 5   | 9   | 14  | 17  | 20  | 22  | 22  | 18  | 13  | 8   | 4   | 12,83 |
| Gemiddeld minimum (°C) | −5  | 1   | 3   | 6   | 8   | 11  | 13  | 13  | 7   | 5   | 1   | −3  | 5     |
|                        |     |     |     |     |     |     |     |     |     |     |     |     |       |
| Neerslag (mm)          | 71  | 43  | 40  | 23  | 36  | 47  | 51  | 46  | 52  | 64  | 63  | 89  | 625   |
| Bron: Weer in Emmen    |     |     |     |     |     |     |     |     |     |     |     |     |       |

## Economie
Anno 2022 vormt Emmen een van de economische kernzones van Noord-Nederland met ruim 48.800 arbeidsplaatsen en circa 5.700 bedrijven. Mede hierdoor maakt Emmen deel uit van het grotestedenbeleid van de rijksoverheid en vormt het samen met Assen, Groningen en Leeuwarden de zogenaamde NG4 (oftewel, de vier grote steden van Noord-Nederland). Sinds 3 april 2011 heeft Emmen een zusterstedenverbond met de Chinese stad Shangluo.

### Industrie
Met meer dan 1000 hectare industrie-/bedrijventerrein heeft Emmen de grootste industrieconcentratie in Noord-Nederland. Onder andere de multinationals Teijin Aramid, Acordis en DSM zijn in Emmen gevestigd. Het belangrijkste bedrijventerrein, Bargermeer, is het grootste bedrijventerrein van Noord-Nederland en omvat de volgende onderdelen; Bargermeer-Noord, Bargermeer-Zuid, Oranjepoort, Bedrijvenpark A37, Businesspark Eigenhaard, Emmtec Industry and Business Park en Nijbracht Center. Andere bedrijventerrein in de stad zijn; Bedrijventerrein Barger-Oosterveld, Businesspark Meerdijk en Waanderveld.

### Detailhandel
Emmen heeft een groot en gevarieerd winkelaanbod. In totaal zijn er in het stadscentrum meer dan 400 ondernemingen gevestigd (detailhandel, horeca en dienstverlening). Het centrum heeft een groen hart (de voormalige brink, later werd dat het Marktplein), met oude bomen rond de Grote Kerk. Aan weerszijden van dit groene hart ligt de binnenstad van Emmen. Het zuidelijke deel wordt voornamelijk gevormd door de overdekte winkelcentra de Vlinder en de Weiert. Tezamen vormen zij het grootste overdekte winkelcentrum van Noord-Nederland. Het noordelijke deel, waarvan het grootste deel bekend is onder de naam Het Oude Centrum, is het meer historische deel van het centrum. De koopavond is op donderdagavond en tevens is er dertienmaal per jaar een koopzondag.
Ten zuiden van het centrum bevinden zich een woonboulevard (Nijbracht Center) en een meubelboulevard, met om de week een koopzondag. Verder zijn er diverse (overdekte) winkelcentra te vinden in de wijken Angelslo, Bargeres, Emmerhout, Emmermeer en Rietlanden. De wijken Barger-Oosterveld en Parc Sandur beschikken over een beperkt aantal winkels. Supermarkten mogen in Emmen elke zondag geopend zijn.
Op het Marktplein wordt elke vrijdag van 8:00 tot 14:00 uur een warenmarkt gehouden, met meer dan 100 kramen. Daarnaast is er in de maanden juli en augustus elke dinsdag van 8:00 - 18:00 uur een combinatie van braderie en vlooienmarkt, de zogenaamde Vlindermarkt. Gedurende het jaar is er verder nog zevenmaal een markt in het centrum, waaronder een boekenmarkt. In Parc Sandur is er elke eerste zondag van de maanden mei tot en met september een markt.
- Bioscoopjournaal uit 1976 over de werkloosheid in Emmen en omgeving.

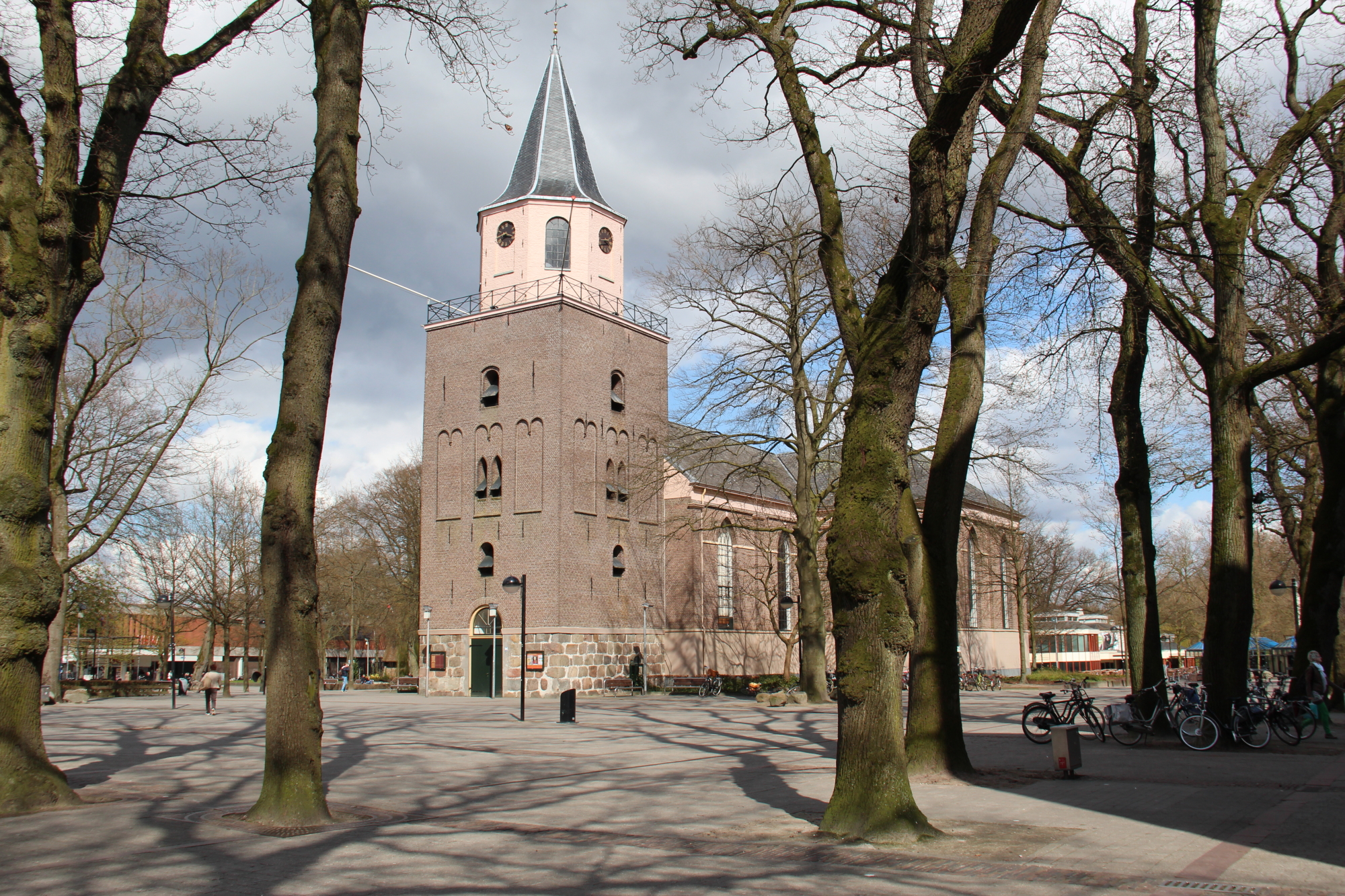
Grote Kerk aan het Marktplein
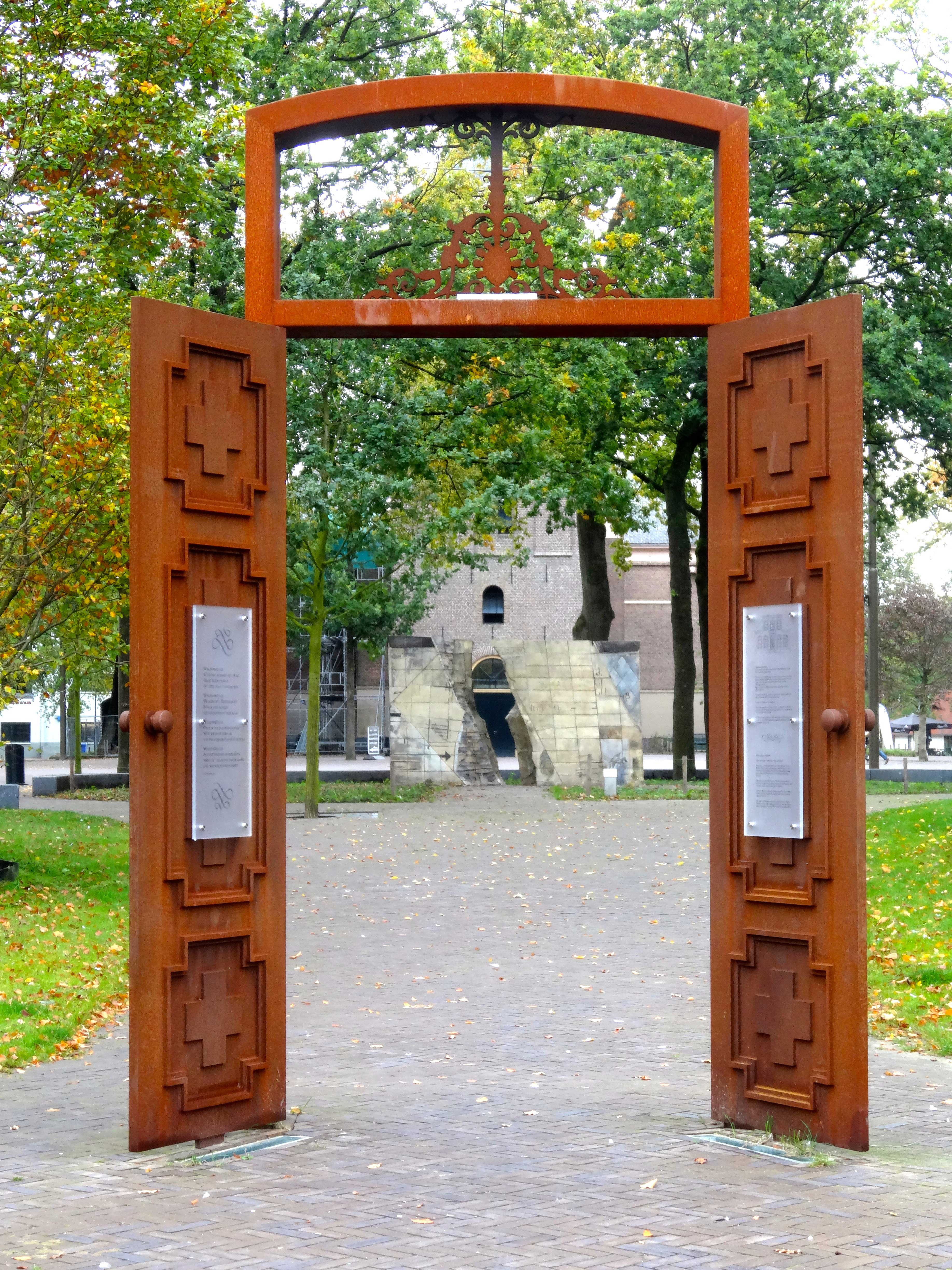
Marktplein
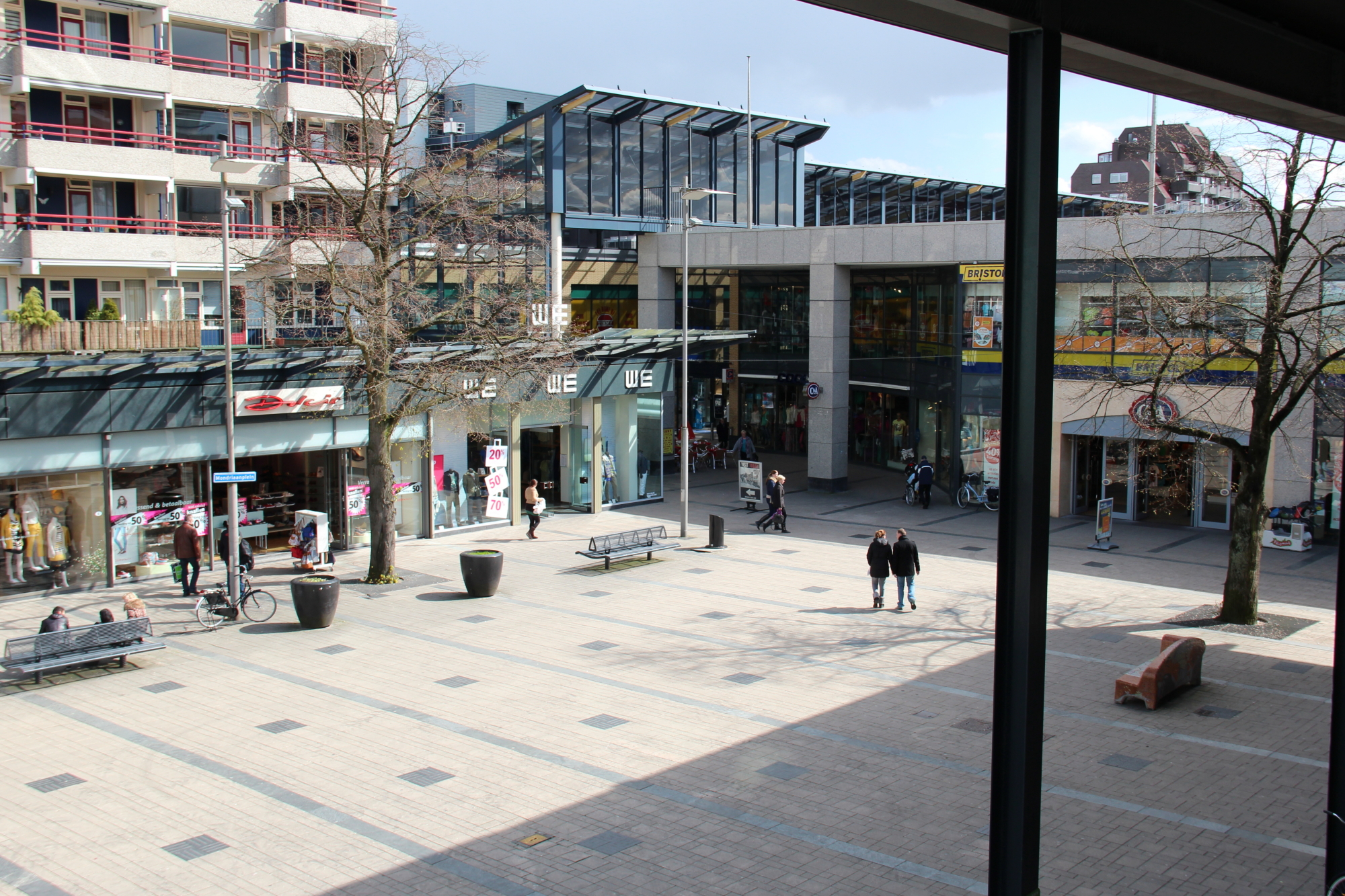
Het Mondriaanplein, centrum
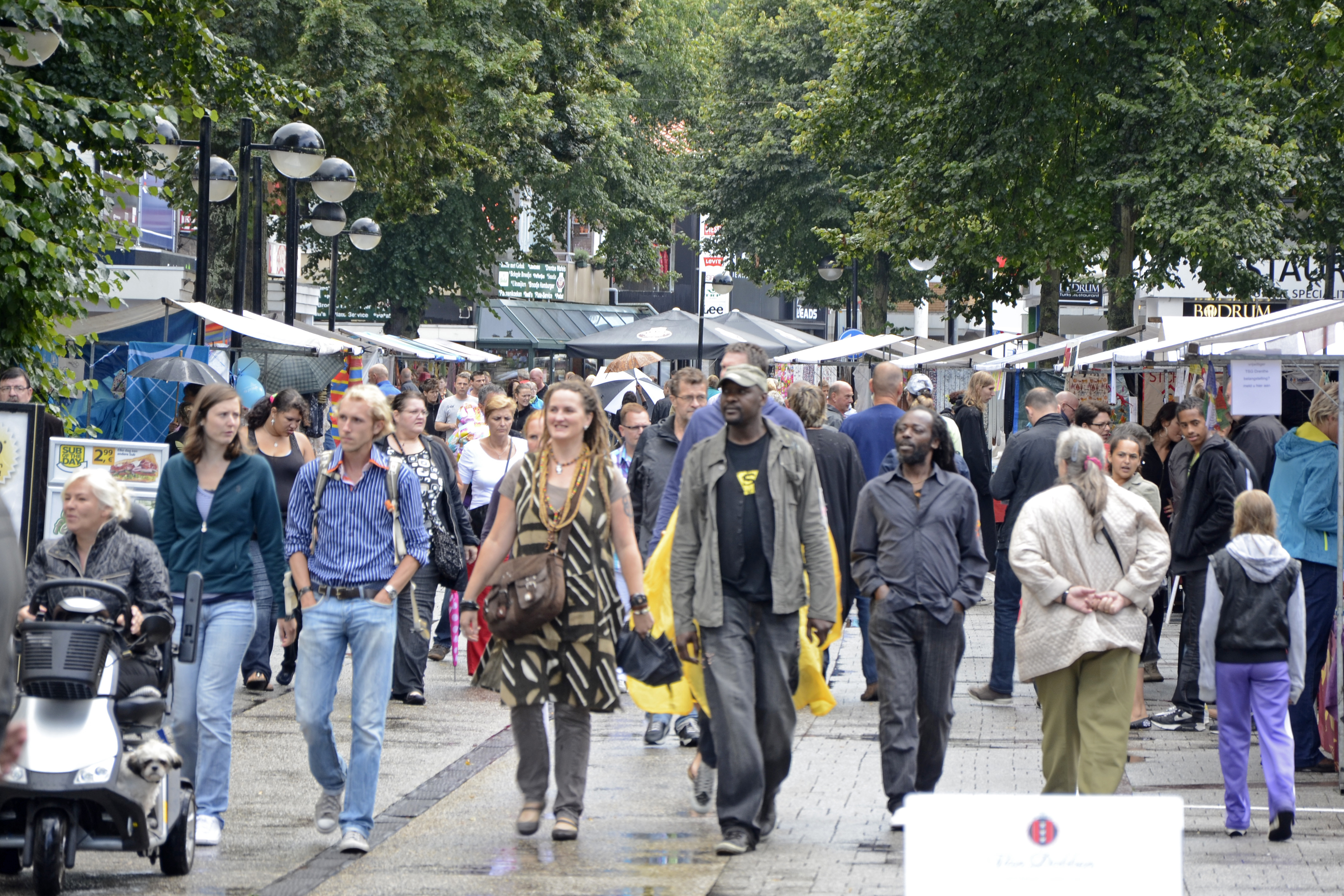
Een van de zomermarkten

## Cultuur

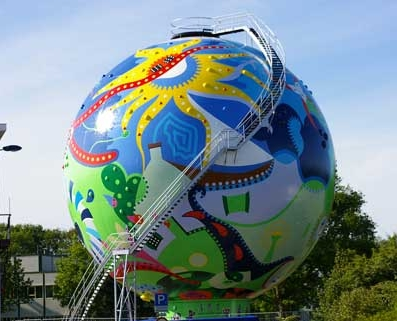
De Stip.

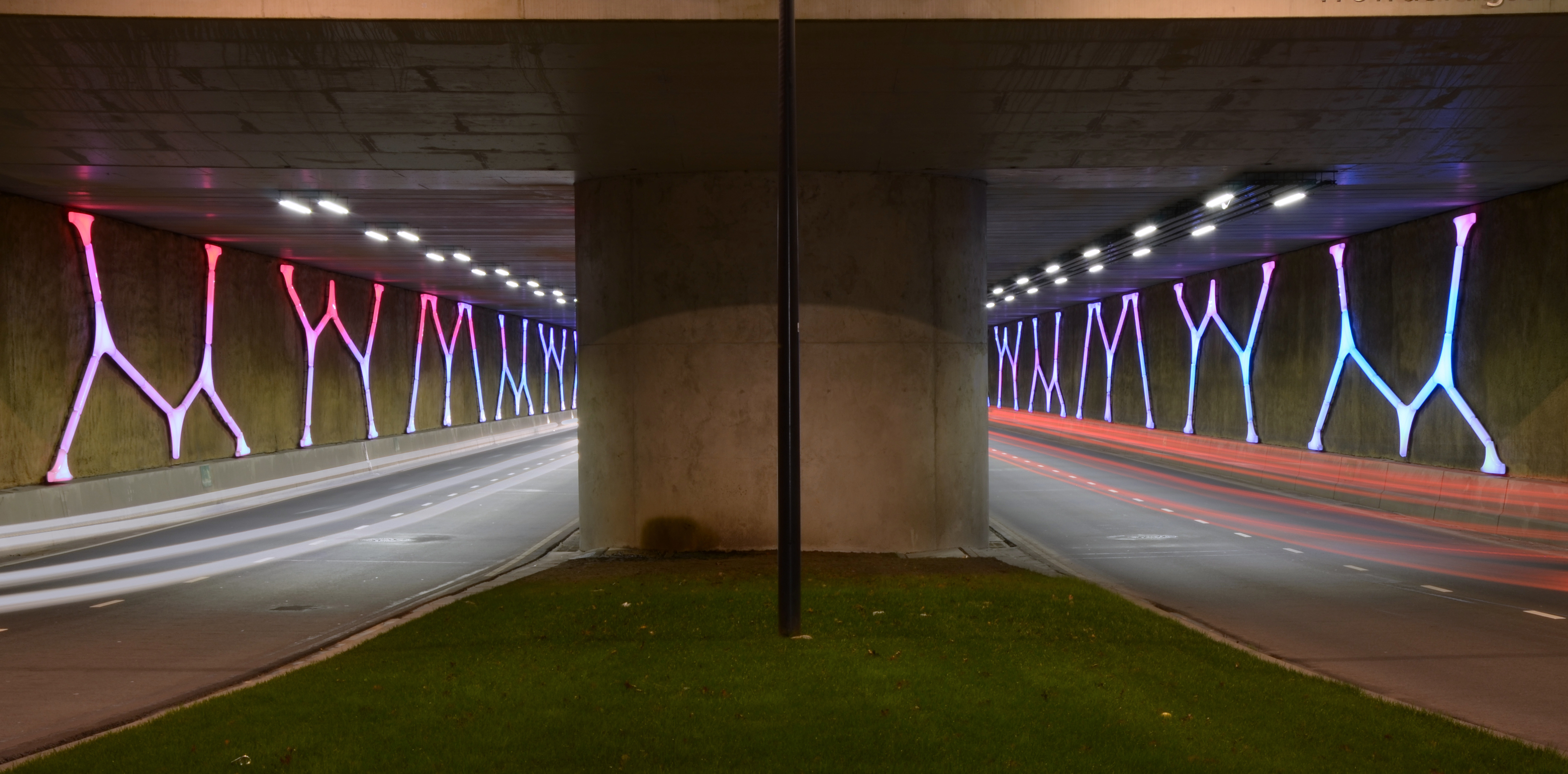
Hondsrugtunnel met lichtkunstwerk 'Dolmen Light' van Titia Ex

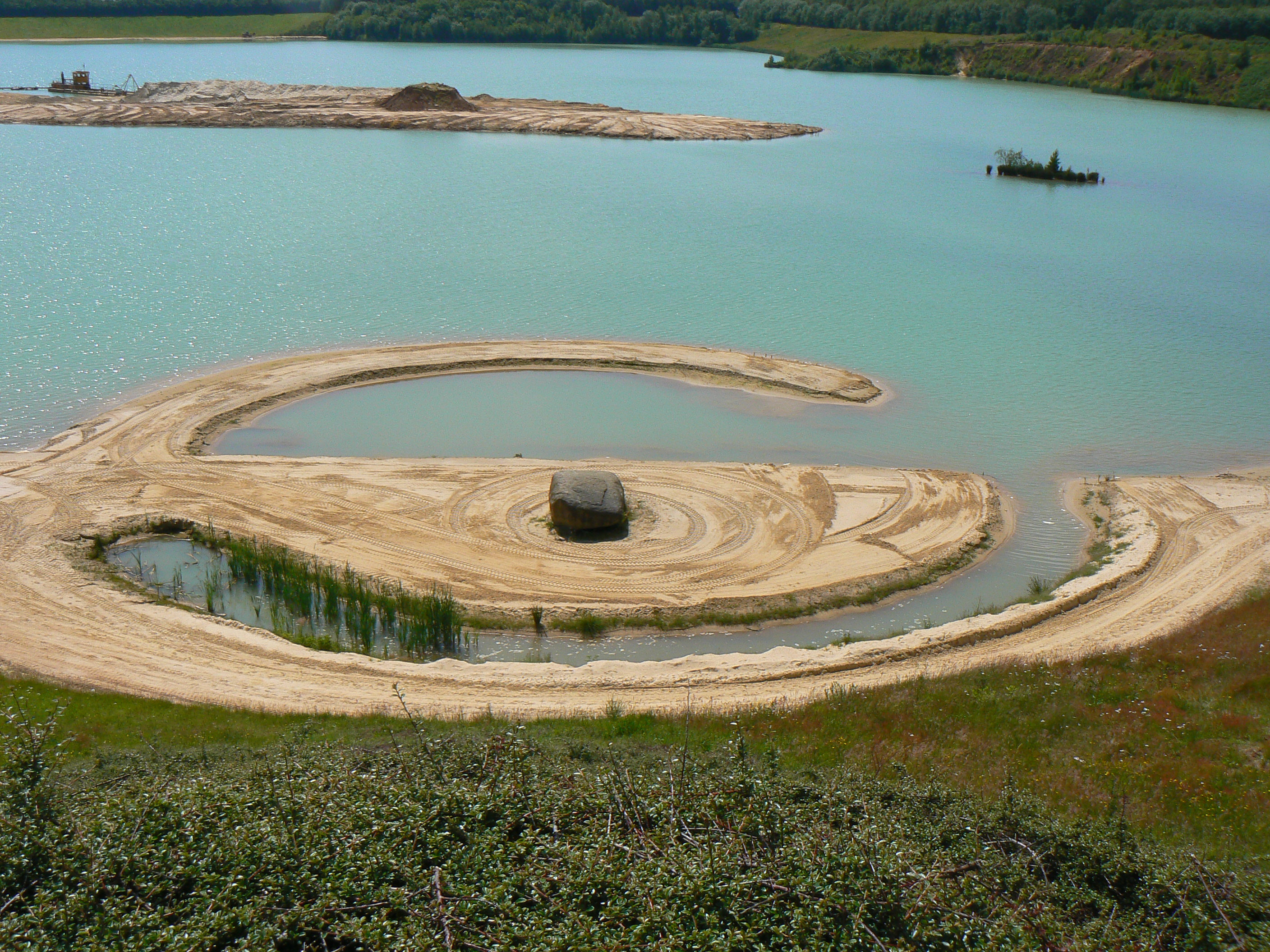
Broken Circle and Spiral Hill.

### Attracties en musea
De grootste publiekstrekker van Emmen is Wildlands Adventure Zoo Emmen, een gethematiseerd dierenpark aan de rand van het centrum. Even buiten de stad ligt het Veenpark, een openluchtmuseum. Daarnaast telt de stad liefst tien hunebedden.
De grootste museale instelling is het in De Fabriek gevestigde Centrum Beeldende Kunst. Verder zijn er diverse kleine musea te vinden in de stad, waaronder het FC Emmen Museum, Museumboerderij de Nabershof, het AGA Museum en Ergens in Nederland 1939-1945, over de mobilisatie en de Tweede Wereldoorlog.
In het Rensenpark bevindt zich een cultureel kwartier met onder meer galeries, ateliers en het Museum of Contemporary Tibetan Art.

### Bijzondere gebouwen

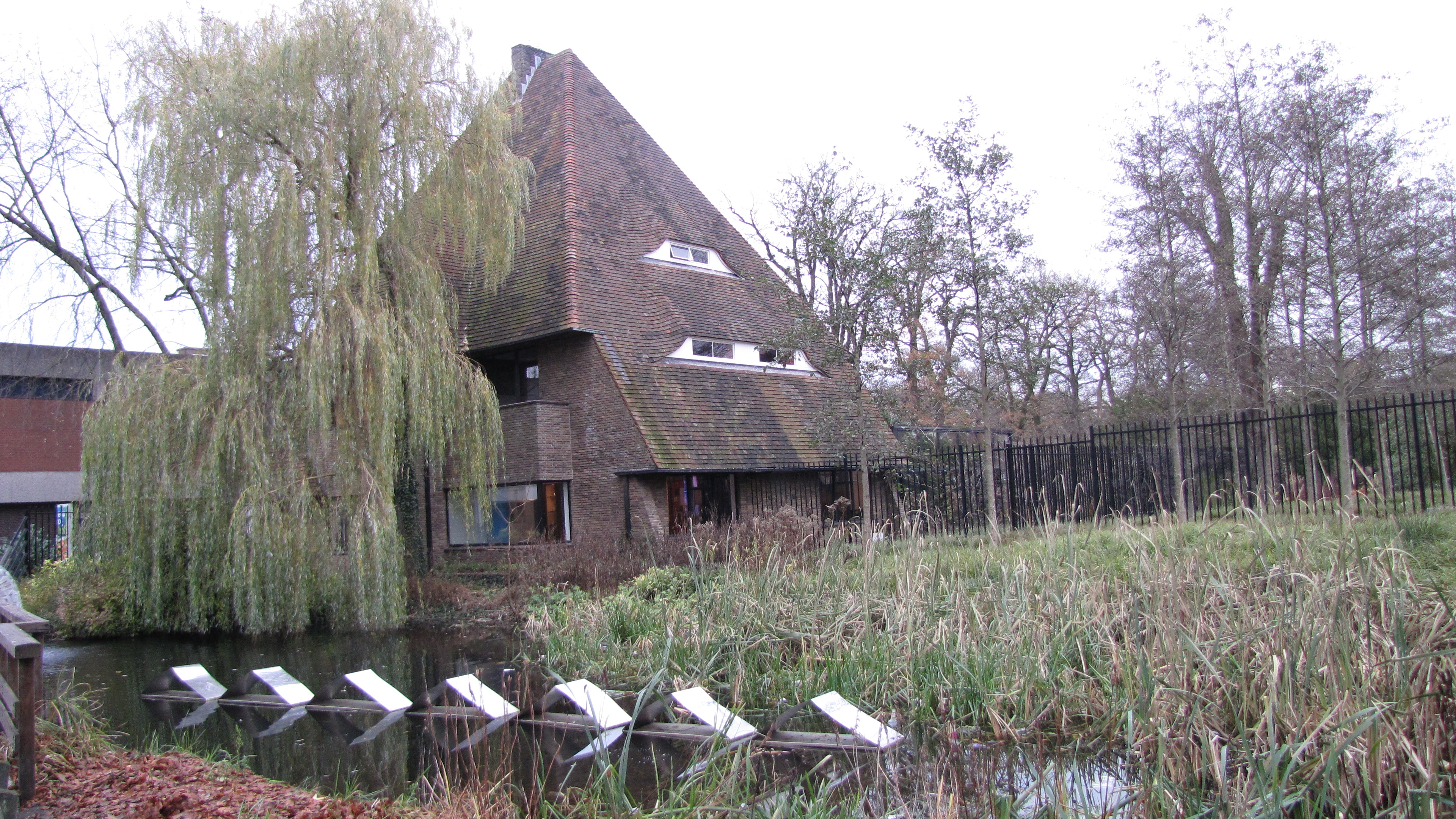
Monumentale villa in het centrum

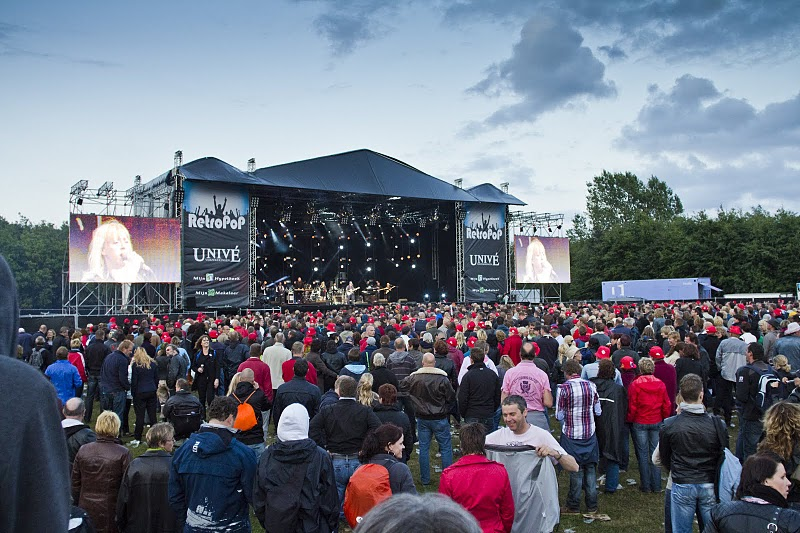
Retropop, 2011

- De Grote Kerk, waarvan de Romaanse toren uit de 12e eeuw stamt, toen de kerk nog aan Sint-Pancratius was gewijd. Dit gebouw is een rijksmonument.
- De Rooms-Katholieke Pauluskerk uit 1949, gewijd aan de apostel Paulus, maar maakt deel uit van de Goede Herder parochie. Door het bijzondere ontwerp oogt het gebouw ouder dan het in werkelijkheid is.
- De Rooms-Katholieke Gerardus Majellakerk uit 1906 (in Barger-Oosterveld). Het was de eerste kerk in Nederland met deze heilige als patroon, om die reden is het een bedevaartplaats geworden. Dit gebouw is een rijksmonument.
- De synagoge uit 1878 is de enige synagoge in Drenthe waarin het interieur nog volledig in oorspronkelijke staat aanwezig is. Dit gebouw is een rijksmonument.
- Sinds 1983 is het Nederlandse bijkantoor van het Wachttoren-, Bijbel- en Traktaatgenootschap (het kerkgenootschap van Jehova's getuigen) gevestigd in Emmen.
- Het kantongerecht, van oorsprong een woonhuis, is gebouwd in Indische stijl. Het gebouw is een rijksmonument.
- De Oude Meerdijk, het stadion van FC Emmen.
- Emmerschans, een voormalig verdedigingswerk.
- Twee intacte molens, waaronder Zeldenrust. Beide molens zijn uitgeroepen tot rijksmonument.
- Vele Saksische boerderijen, waaronder nog twee in het centrum. Een van de twee staat op de Markt, deze boerderij kreeg later een horecabestemming en is een rijksmonument.
- Centrale Bibliotheek aan het Noorderplein
- De Hondsrugtoren, een woontoren in het centrum, is het hoogste gebouw van de provincie Drenthe (65 meter hoog).

### Film, theater en muziek
Emmen heeft één bioscoop, Kinepolis Emmen, met zeven zalen en in totaal 1250 stoelen. In de bioscoop vertoont Stichting Filmhuis Emmen een eigen programmering.
Aan het Raadhuisplein bevindt zich het Atlas Theater, met een 822 stoelen tellende schouwburgzaal en een multifunctionele zaal met 300 zitplaatsen of 1000 staanplaatsen. In het Rensenpark bevinden zich het kleinschalige Rensentheater (100 plaatsen) en Theaterschool Loods 13 (72 plaatsen).
Ook is er een popzaal in Café Groothuis, met 225 plaatsen. Daarnaast organiseert Grote Kerk Cultureel diverse voorstellingen in de Grote Kerk.
Sinds 2009 is het Noord Nederlands Jeugd Orkest (NNJO) gevestigd in Emmen.

### Kunst in de openbare ruimte
In de openbare ruimte zijn diverse houten dierenbeelden te vinden, waaronder een 17 meter hoge giraffe. Ook zijn er twee grote kunstwerken van de kenmerkende, in de stad ontstane, Toyisme-stroming te vinden; De Stip (een beschilderde, voormalige gasbol) en de gevel van Hotel ten Cate, dat het grootste schilderij van Nederland vormt. Het kunstwerk ‘Dolmen Light’ van Titia Ex bevindt zich in de Hondsrugtunnel. Daarnaast bevindt zich in Emmen ook land art-project Broken Circle and Spiral Hill.

### Evenementen
Jaarlijks zijn er in Emmen een groot aantal terugkerende evenementen, zoals straattheaterfestival C'est la vie, het multiculturele Full Colour Festival, wielercriterium de Gouden Pijl, muziekfestivals als De Nacht van Emmen, het Shanty & Seasong Festival, Hello Festival en de Popronde. Verder zijn er evenementen als kinderevenement Alles Kids in Drenthe, het Barrel Food Truck Fest, MM Culinair en het Vliegerfestival.
Ook is Emmen al meerdere malen gastheer geweest van diverse grote, nationale en internationale evenementen. Zo was het een van de speelsteden van het WK voetbal onder 20 jaar (2005), de finishplaats van de eerste etappe van de Ronde van Spanje (2009) en gastheer van de Nederlandse kampioenschappen marathonschaatsen op natuurijs (2012) en het Nederlands kampioenschap wielrennen op de weg (2015).

### Sport
FC Emmen behoort sinds 1985 tot de betaaldvoetbalclubs. Thuiswedstrijden worden afgewerkt in De Oude Meerdijk.
Handbalclub E&O, wat Emmen en Omstreken betekent, speelt met zowel het eerste heren- als damesteam op eredivisie-niveau. De heren werden al diverse malen landskampioen. Zowel de heren als de dames speelden diverse keren in Europese toernooien. Thuiswedstrijden worden afgewerkt in de Oosting Arena, de voormalige Sporthal Angelslo. Hier werden in het verleden ook met enige regelmaat wedstrijden en toernooien van het Nederlands handbalteam afgewerkt.
Voor de amateursporters zijn er in Emmen 9 sportparken, 5 sporthallen, 10 gymzalen, een voetbalstadion, een atletiekstadion en een honkbalstadion. Er zijn meer dan 80 sportverenigingen, waaronder ook een aantal verenigingen speciaal voor gehandicapten. Emmen telt drie (openbare) overdekte zwembaden, waaronder Aquarena.

### Bossen en parken

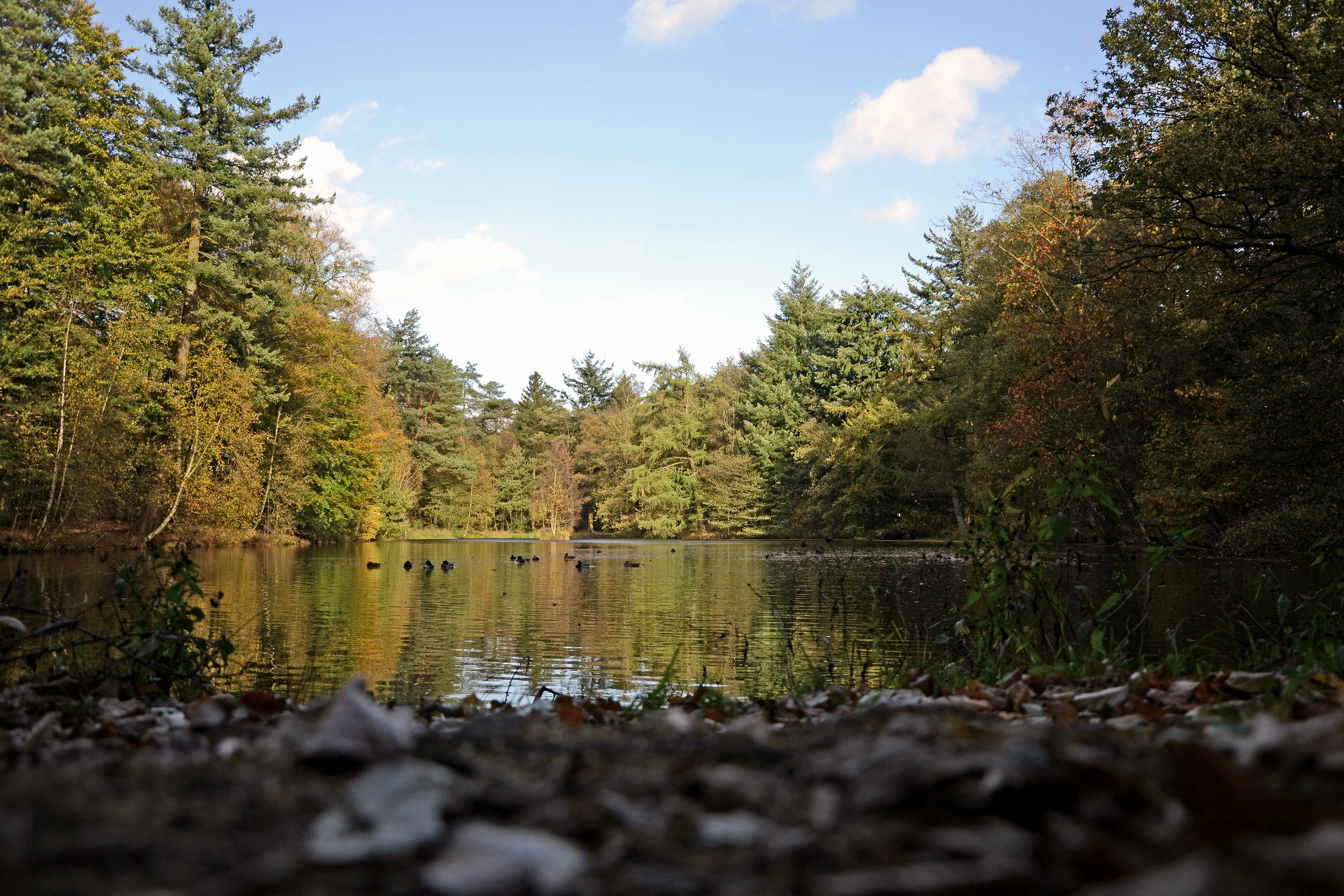
Emmerdennen, bos in Emmen.

Dankzij het concept van de Open Groene Stad, met grote groene ruimtes in en tussen bebouwde gebieden, kent Emmen vele groenstroken, bossen en essen. Met name Boswachterij Emmen, met onder meer de Emmerdennen, het Noordbargerbos en het Valtherbos, vervult een belangrijke rol als recreatiegebied. In het centrum bevindt zich naast het Rensenpark, ook het Insulindeplantsoen met de naastgelegen Oude Begraafplaats.

## Onderwijs
Alle wijken en buurten van de stad beschikken over basisonderwijs, verdeeld over in totaal 34 scholen. Daarnaast zijn er vier basisscholen voor speciaal onderwijs.
Regulier voortgezet onderwijs wordt aangeboden door drie zogenoemde 'brede' scholengemeenschappen voor voortgezet onderwijs (van vmbo tot en met vwo-plus): het protestants-christelijke Hondsrug College, het openbare Esdal College en het (van oorsprong) rooms-katholieke Carmelcollege Emmen. Daarnaast zijn er het AOC Terra voor agrarisch onderwijs op vmbo-niveau en een school voor praktijkonderwijs.
Voor het middelbaar beroepsonderwijs en de volwasseneneducatie zijn er de regionale opleidingscentra; het Drenthe College en voor middelbaar beroepsonderwijs in de diverse 'groene' sectoren AOC Terra.
Hoger beroepsonderwijs wordt gegeven aan de NHL Stenden Hogeschool. De Kennis Campus Emmen is onderdeel van Stenden hogeschool en geeft naast adviezen aan bedrijven tevens opleidingen, gericht op mensen die werkzaam zijn in het bedrijfsleven en behoefte hebben aan extra scholing. Daarnaast was er van 1973 tot en met 2017 een volksuniversiteit in Emmen.

## Hulpverlenings- en overheidsinstanties

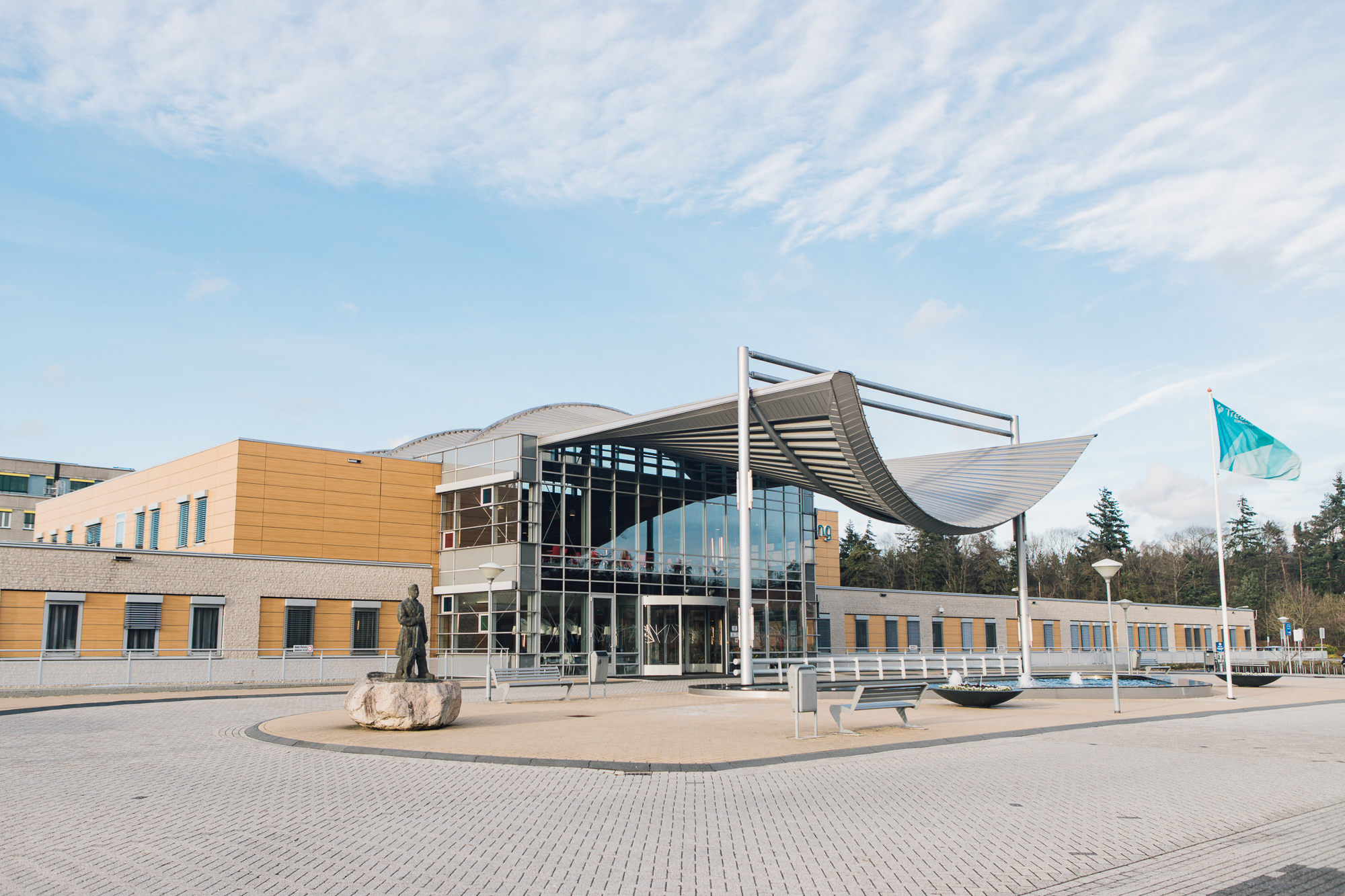
Scheper Ziekenhuis

Naast diverse zorginstellingen heeft Emmen een regionaal ziekenhuis: het Scheper Ziekenhuis. Het Scheper Ziekenhuis telt ruim 1500 medewerkers, 80 medisch specialisten en heeft 381 bedden (stand 1 februari 2007). Verder zijn er vier ambulanceposten, in Emmen-Centrum, Emmen-Noord (Emmer-Compascuum), Emmen-Zuid (nabij de Rondweg N391) en Klazienaveen.
In Emmen-Centrum bevindt zich een politiebureau. Een tweede politiebureau, Emmen-Zuid, is in 2015 gesloten en is omgebouwd naar Ambulancepost.
In de stad is een beroepskorps van de brandweer gevestigd. Deze geeft ook leiding aan drie vrijwillige korpsen elders in de gemeente (Emmer-Compascuum, Klazienaveen en Schoonebeek). Onder de beroepsbrandweer van Emmen vallen daarnaast ook de vrijwillige korpsen van de gemeente Borger-Odoorn.
In Emmen zijn verder diverse overheidsinstanties te vinden, waaronder vestigingen van de Belastingdienst, douane, Nationaal Archief en het UWV.

## Bereikbaarheid

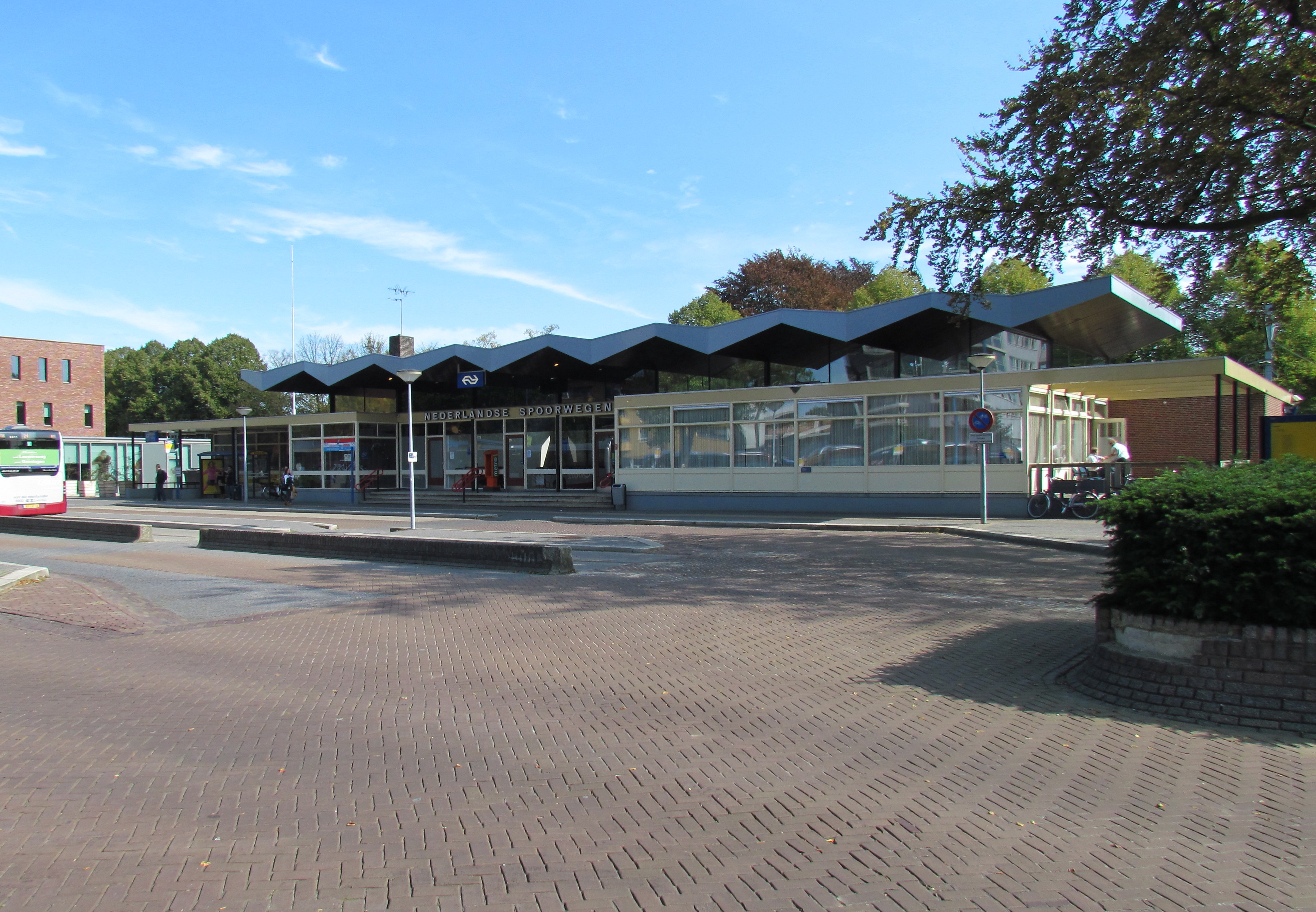
Station Emmen

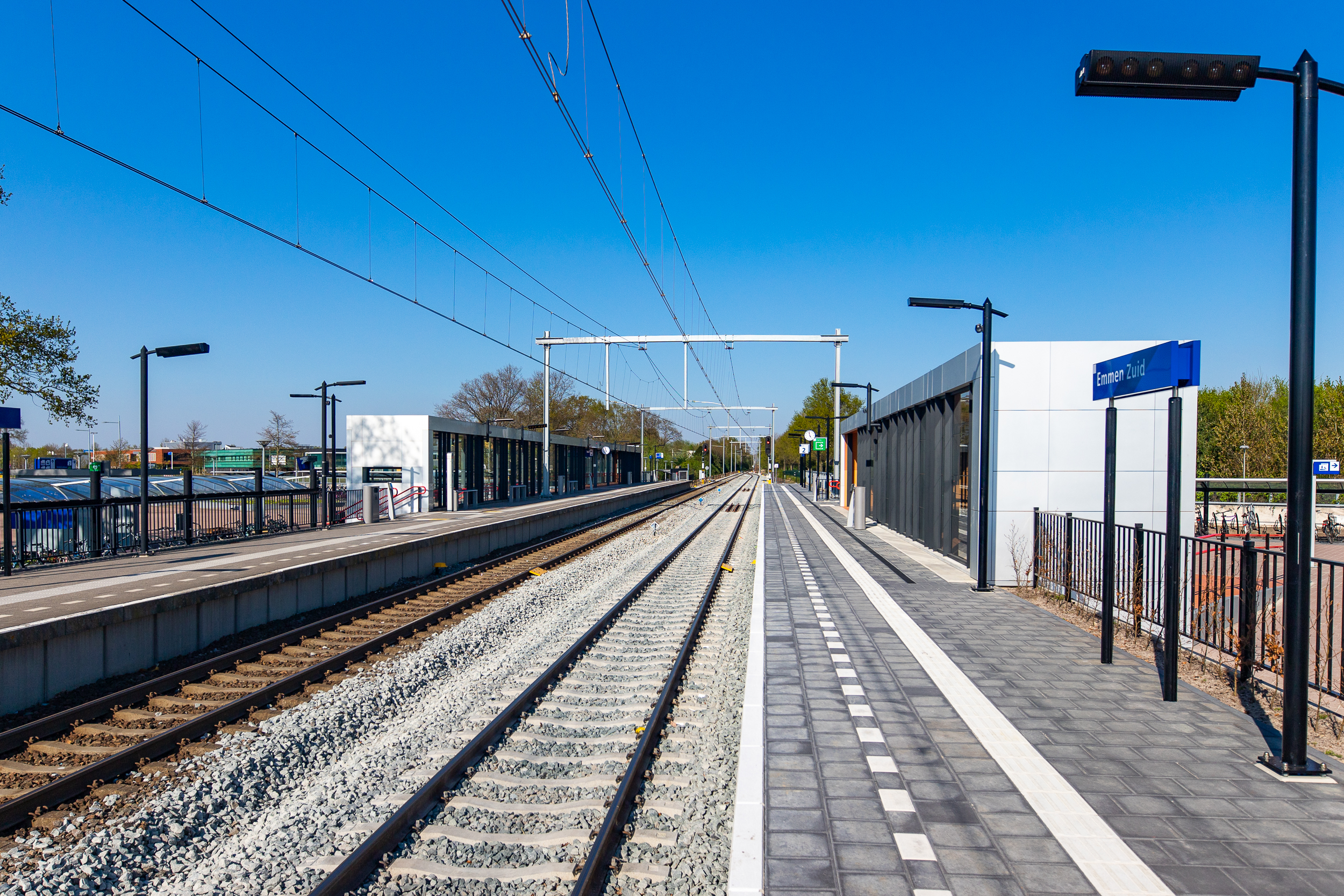
Station Emmen Zuid

### Weg
Emmen is per autosnelweg vanaf Hoogeveen bereikbaar via de Rijksweg A37, die aansluit op de A31 en de B402 in Duitsland. Ook de N34 loopt langs Emmen, en geeft verbinding met Groningen, Coevorden en Hardenberg. In de stad zelf zorgen vooral de N391 (Rondweg), de Boermarkeweg, de Dordsestraat en de Hondsrugweg voor de verkeersdoorstroming. De N381, in Emmen vaak de Frieslandroute genoemd, eindigt in Emmen bij de kruising met de Hondsrugweg en Weerdingerstraat. Deze weg kruist de N34 en gaat richting Beilen en Drachten

### Spoor
Emmen is sinds 1905 via een spoorlijn verbonden met Zwolle die in 1987 is geëlektrificeerd. Hier rijdt buiten de spits twee keer per uur een trein (sinds december 2012 gereden door Arriva), waarvan één keer per uur een stoptrein die onderweg stopt in Emmen Zuid, Nieuw-Amsterdam, Dalen, Coevorden, Gramsbergen, Hardenberg, Mariënberg, Ommen en Dalfsen. In de spits rijden sinds december 2019 vier treinen per uur van en naar Zwolle. Binnen Emmen liggen de stations Emmen en Emmen Zuid. Deze door de NOLS aangelegde lijn liep aanvankelijk door naar Stadskanaal, maar in 1945 werd dit deel van het traject gesloten voor reizigersvervoer. Sinds 1979 (opbraak Emmen-Weerdinge) is Emmen een kopstation. In april 2011 is tussen de wijken Bargeres, Rietlanden, de in aanbouw zijnde wijk Delftlanden en het bedrijvenpark Waanderveld het nieuwe spoorwegstation Emmen Zuid in gebruik genomen. Dit dient als vervanging van station Emmen Bargeres, dat sinds die tijd gesloten is.

### Bus
De volgende buslijnen bedienen Emmen.
| Buslijnen in Emmen        | Buslijnen in Emmen | Buslijnen in Emmen                                     |
| Lijn                      | Route | Opmerkingen                                            |
| ------------------------- | --- | ------------------------------------------------------ |
| Stadsdienst Emmen (Qbuzz) | |                                                        |
| 3                         | Station - Centrum - Rietlanden | Ringlijn                                               |
| 4                         | Station - Centrum - Bargeres | Ringlijn                                               |
| Streekdienst (Qbuzz)      | |                                                        |
| 21                        | Emmen - Noord-Sleen - Schoonoord - De Kiel - Schoonloo - Grolloo - Rolde - Assen                                                         |                                                        |
| 22                        | (Emmen - Noord-Sleen -) Zweeloo - Wezup - Orvelte - Westerbork - Beilen - Hooghalen - Assen                                              | Alleen in de spitsuren tussen Zweeloo en Emmen         |
| 27                        | Emmen - Noord-Sleen - Zweeloo - Aalden - Meppen - Oosterhesselen - Gees - Zwinderen - Geesbrug - Noordscheschut - Hoogeveen              |                                                        |
| 29                        | Emmen → [Schoonloo → Schoonoord →] Noord-Sleen → Sleen → Erm → Emmen                                                                     | In de ochtendspits beginnen enkele ritten in Schoonloo |
| 42                        | Emmen - Emmer-Erfscheidenveen - Emmer-Compascuum - Munsterscheveld - Munnekemoer - Barnflair - Ter Apel                                  | Rijdt niet 's avonds en in het weekend                 |
| 44                        | Emmen - Zuidbarge - Erica - Amsterdamscheveld - Schoonebeek                                                                              |                                                        |
| 72                        | Emmen - Weerdinge - Nieuw-Weerdinge - Ter Apel - Ter Wisch - Sellingen - Bourtange - Vlagtwedde - Blijham - Winschoten                   | Rijdt niet in het weekend                              |
| 73                        | Emmen - Weerdinge - Nieuw-Weerdinge - Ter Apel - Ter Apelkanaal - Musselkanaal - Stadskanaal                                             |                                                        |
| 74                        | Emmen - Klijndijk - Valthe - Valthermond - Musselkanaal - Stadskanaal                                                                    |                                                        |
| 75                        | Emmen - Klijndijk - Odoorn - Exloo - Tweede Exloërmond - Musselkanaal - Stadskanaal                                                      |                                                        |
| 92                        | Emmen - Emmer-Erfscheidenveen - Emmer-Compascuum - Barger-Compascuum - Zwartemeer                                                        |                                                        |
| 93                        | Emmen - Barger-Oosterveld - Nieuw-Dordrecht - Klazienaveen - Zwartemeer                                                                  |                                                        |
| 94                        | Emmen - Barger-Oosterveld - Nieuw-Dordrecht - Klazienaveen - Barger-Oosterveen - Weiteveen - Nieuw-Schoonebeek - Schoonebeek - Coevorden | Rijdt niet 's avonds en op zondag                      |
| 95                        | Emmen - Klazienaveen - Barger-Oosterveen - Weiteveen - Nieuw-Schoonebeek                                                                 | Rijdt niet 's avonds en in het weekend                 |
| Schoolbus (Qbuzz)         | |                                                        |
| 173                       | Emmen - Ter Apel - Stadskanaal |                                                        |
| Qliner (Qbuzz)            | |                                                        |
| 300                       | Emmen - Borger - Gieten - Westlaren - Groningen                                                                                          |                                                        |

### Lucht
Heli Holland Emmen, een professioneel uitgeruste helikopterhaven aan het kanaal A in Emmer-Compascuum. Daarnaast is er nog een vliegbaan voor modelvliegtuigen tussen Parc Sandur en Oranjedorp (nabij Erica). Op drie kwartier rijden van Emmen is een luchthaven, Groningen Airport Eelde en op twintig minuten rijden de grasbaan van Vliegveld Hoogeveen, speciaal voor kleine zakelijke vluchten.

## Media in Emmen
- Dagblad van het Noorden, regionaal dagblad met een editie en kantoor in Emmen.
- Emmer Courant, een huis-aan-huisblad en internetsite over Emmen.
- ZO!34 (tot 2016 RTV Emmen), een streekomroep voor de gemeenten Emmen, Coevorden en Borger-Odoorn.
- Simone FM, een commerciële radiozender gericht op Noord- en Oost-Nederland.
- Zuidenvelder, een huis-aan-huisblad voor de regio Zuidenveld.

## Bekende Emmenaren
Een inwoner van Emmen is een Emmenaar (meervoud: Emmenaren) of, wanneer het specifiek een vrouw betreft, een Emmense. Wanneer iets of iemand toebehoort aan, of zich bevindt in, Emmen wordt ernaar verwezen met Emmer, bijvoorbeeld 'het Emmer winkelcentrum' of 'de Emmer handbalclub'.